# Bogdănești, Bacău
Bogdănești (în maghiară: Ripajépi) este satul de reședință al comunei cu același nume din județul Bacău, Moldova, România. La recensământul din 2002 avea o populație de 2.127 locuitori.

## Monumente
Cimitirul eroilor, construit de Societatea „Cultul Eroilor”, în onoarea luptătorilor din Primul Război Mondial.
Cișmeaua din sat, monument închinat luptelor din zonă, alături de Cimitirul Eroilor. Construit de către Cercul Militar al Subofițerilor reangajați din Bacău, monumentul poartă însemnele lozincilor militare rostite de soldații români, precum „Nici pe aici nu se trece” sau „Învingem, ori murim”, lozincă a ostașilor de la Mărăști.